# 第1輸送隊
第1輸送隊（だいいちゆそうたい、英称：Landing Ship Division 1）とは、海上自衛隊の掃海隊群に属する輸送艦部隊である。

## 概要
2002年（平成14年）3月12日に新編され、現在はおおすみ型輸送艦3隻とエアクッション艇（LCACとも呼ばれるホバークラフト）6隻から成る第1エアクッション艇隊で編成されている。新編された当初は自衛艦隊隷下の部隊だったが、2006年に護衛艦隊隷下部隊へ、2018年に掃海隊群隷下部隊に編成替えとなり、現在に至っている。
第1輸送隊司令は1等海佐（二）であり、部隊は呉基地に置かれている。第1輸送隊の任務は、海上輸送任務や災害派遣、水陸両用戦訓練への参加など多岐に渡っている。
各輸送艦に2艇ずつ搭載されているエアクッション艇1号型は、当初は搭載艇の扱いであったが、2004年（平成16年）4月8日付で自衛艦に昇格し、第1エアクッション艇隊を編成した。

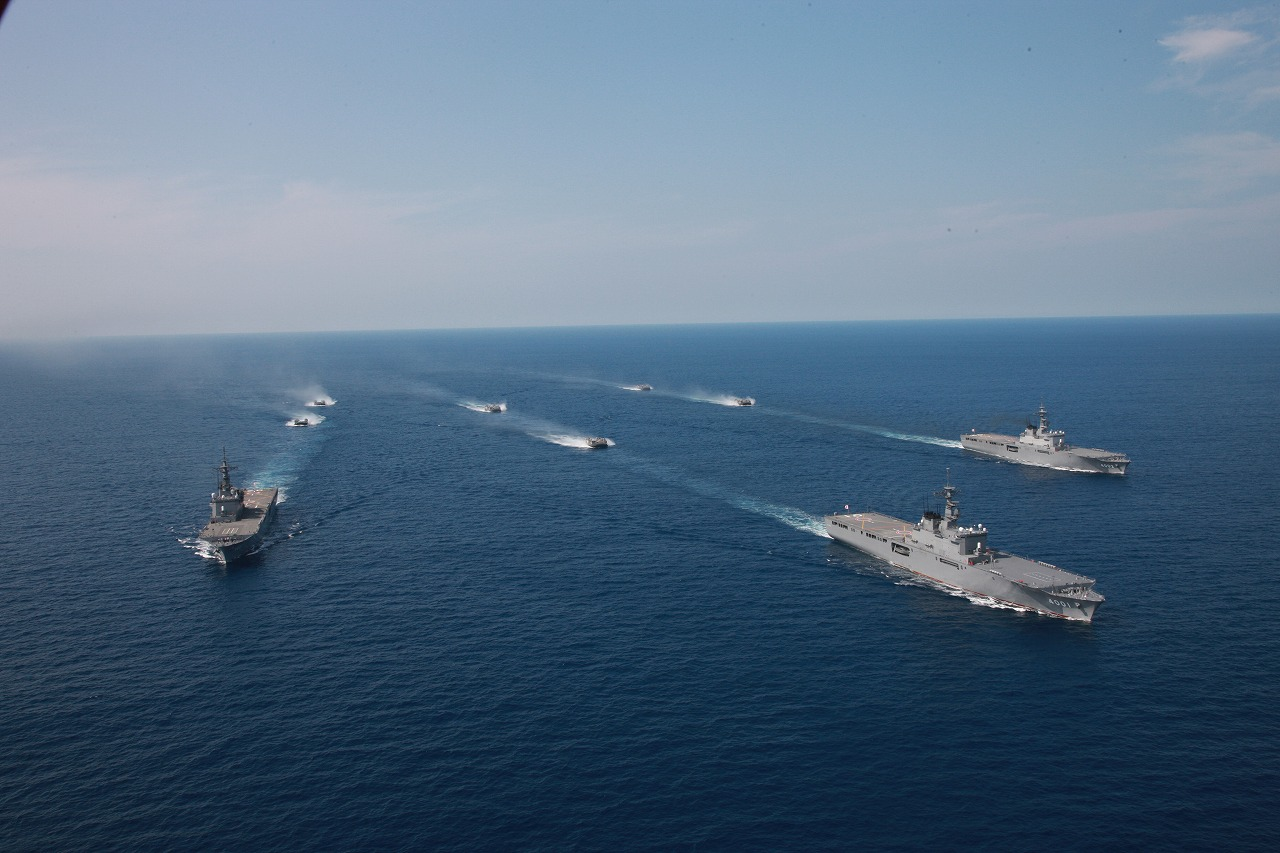
第1輸送隊の各艦艇

## 沿革
- 1961年（昭和36年）4月1日：おおすみ型揚陸艦3隻の供与を受けて第1揚陸隊（司令 下舞忠1佐）を編成、横須賀地方隊に編入[2]。
- 1962年（昭和37年）5月1日：第1揚陸隊は自衛艦隊に編入[2]。
- 1971年（昭和46年）4月1日：第1揚陸隊は第1輸送隊と改称[2]。
- 2001年（平成13年）8月10日：輸送艦「おじか」の除籍を受けて廃止[3]。
- 2002年（平成14年）3月12日：輸送艦「おおすみ」、「しもきた」により再編、自衛艦隊隷下に編入[3]。
- 2003年（平成15年）2月26日：輸送艦「くにさき」が就役し隷下に編入。
- 2004年（平成16年）4月8日：「第1エアクッション艇隊」を新編。
- 2006年（平成18年）4月3日：第1輸送隊が護衛艦隊隷下に編成替え。
- 2016年（平成28年）7月1日：第1輸送隊が掃海隊群隷下に編成替え。

## 編成

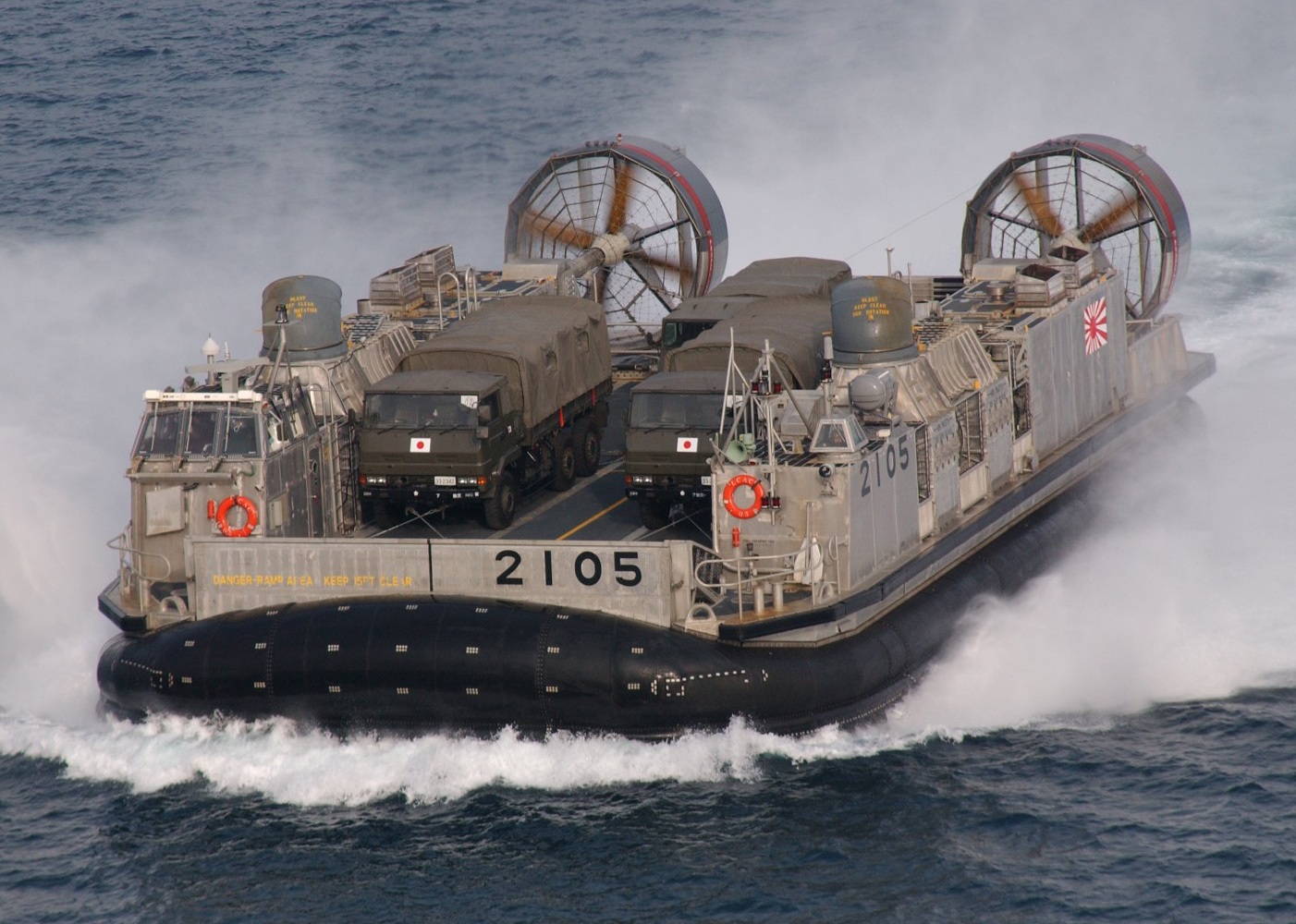
LCAC-2105

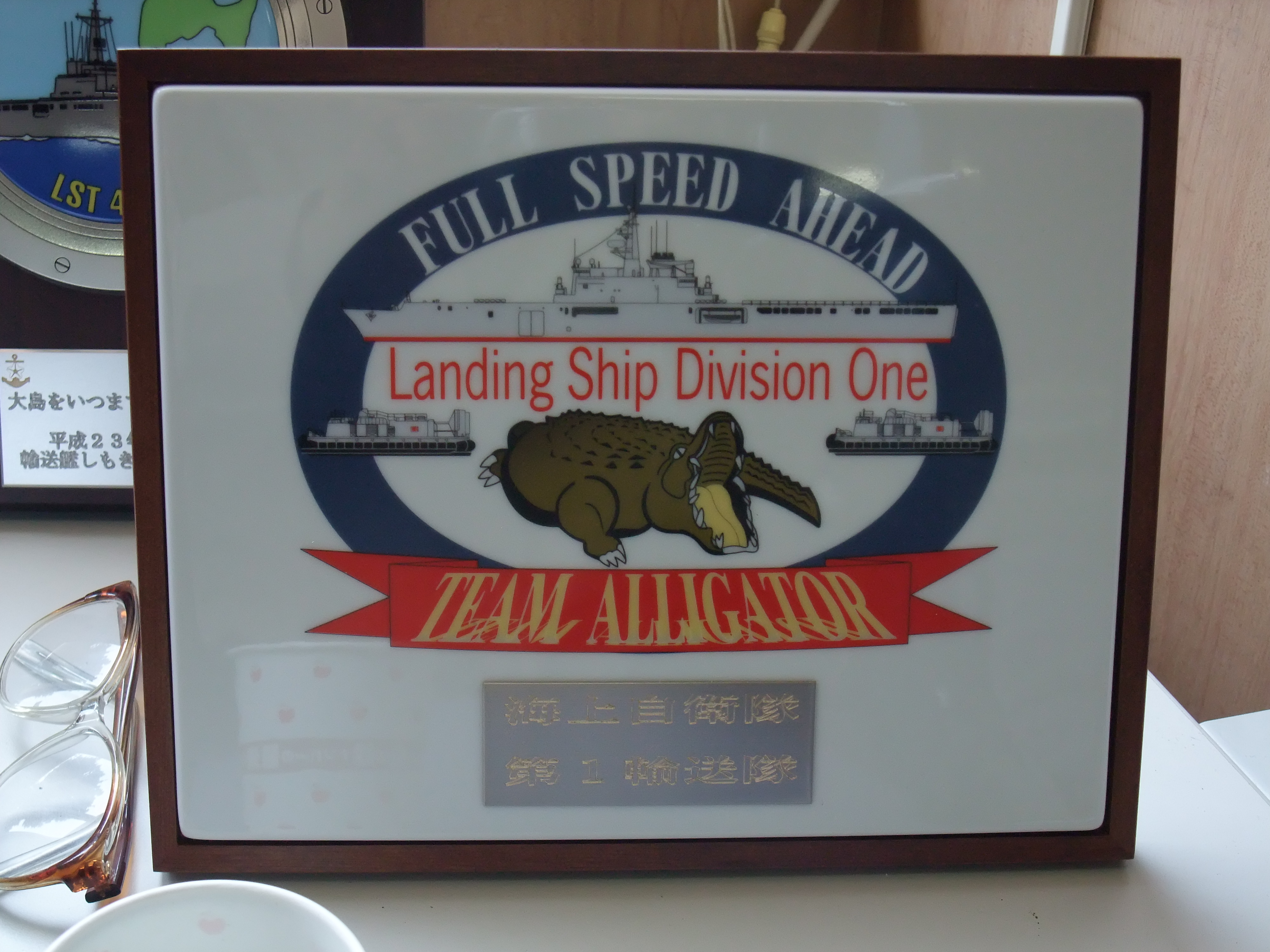
東日本大震災に対する支援活動後、気仙沼市大島出張所に寄贈された記念盾。

- LST-4001 おおすみ
- LST-4002 しもきた
- LST-4003 くにさき

- 第1エアクッション艇隊（呉)
  - LCAC-2101 エアクッション艇1号
  - LCAC-2102 エアクッション艇2号
  - LCAC-2103 エアクッション艇3号
  - LCAC-2104 エアクッション艇4号
  - LCAC-2105 エアクッション艇5号
  - LCAC-2106 エアクッション艇6号

## 主要幹部
| 官職名        | 階級    | 氏名     | 補職発令日     | 前職                       |
| ------------- | ------- | -------- | -------------- | -------------------------- |
| 第1輸送隊司令 | 1等海佐 | 平井克英 | 2023年12月22日 | 自衛隊神奈川地方協力本部長 |

| 代 | 氏名       | 在職期間                       | 出身校・期            | 前職                                             | 後職                                                                              |
| -- | ---------- | ------------------------------ | --------------------- | ------------------------------------------------ | --------------------------------------------------------------------------------- |
| 01 | 山村洋行   | 2002年3月12日 - 2002年12月1日  | 防大13期              | 自衛艦隊司令部 兼 呉地方総監部                   | 横須賀地方総監部付 →2003年1月4日 退職 →2003年4月1日 三菱商事嘱託                  |
| 02 | 椋尾康広   | 2002年12月2日 - 2004年8月19日  | 防大17期              | 自衛艦隊司令部 兼 呉地方総監部                   | 佐世保海上訓練指導隊司令                                                          |
| 03 | 石角義成   | 2004年8月20日 - 2006年4月2日   | 防大17期              | 第23護衛隊司令                                   | 護衛艦隊付 →2006年7月14日 退職 →2006年8月1日 株式会社アート社員                   |
| 04 | 小島英伸   | 2006年4月3日 - 2007年12月2日   | 防大18期              | 自衛艦隊司令部監察主任幕僚                       | 横須賀地方総監部付 →2007年12月7日 退職 →2008年2月1日 ユニバーサル造船株式会社嘱託 |
| 05 | 山縣克幸   | 2007年12月3日 - 2009年3月24日  | 防大20期              | 第26護衛隊司令                                   | 呉地方総監部付 →2009年4月30日 退職 →2009年10月1日 東京海上日動火災保険株式会社    |
| 06 | 佐々木俊也 | 2009年3月25日 - 2011年4月12日  | 防大23期              | 第15護衛隊司令                                   | 横須賀地方総監部付 →2011年5月21日 退職 →2011年8月1日 NTTｺﾐｭﾆｹｰｼｮﾝｽﾞ勤務           |
| 07 | 山田勝規   | 2011年4月13日 - 2012年12月19日 | 防大25期              | ひゅうが艦長                                     | 横須賀海上訓練指導隊司令                                                          |
| 08 | 三浦昌伸   | 2012年12月20日 - 2014年5月19日 | 防大26期              | 大湊地方総監部防衛部                             | 横須賀地方総監部付 →2014年8月1日 退職                                             |
| 09 | 松井陽一   | 2014年5月20日 - 2015年11月30日 | 防大29期              | 呉海上訓練指導隊                                 | 呉海上訓練指導隊司令                                                              |
| 10 | 岡田岳司   | 2015年12月1日 - 2017年8月20日  | 防大31期              | ひゅうが艦長                                     | 開発隊群司令部勤務                                                                |
| 11 | 小林知典   | 2017年8月21日 - 2019年12月19日 | 防大34期              | 第8護衛隊司令                                    | 自衛隊徳島地方協力本部長                                                          |
| 12 | 松味利紀   | 2019年12月20日 - 2022年4月3日  | 水産大学校・ 41期幹候 | 舞鶴警備隊司令                                   | 呉海上訓練指導隊司令                                                              |
| 13 | 小山雅弘   | 2022年4月4日 - 2023年12月21日  | 防大33期              | 舞鶴警備隊司令 →2021年12月1日 掃海隊群司令部勤務 | 横須賀地方総監部付 →2024年1月29日 退職                                            |
| 14 | 平井克英   | 2023年12月22日 -               | 防大37期              | 自衛隊神奈川地方協力本部長                       |                                                                                   |